# Radiație solară

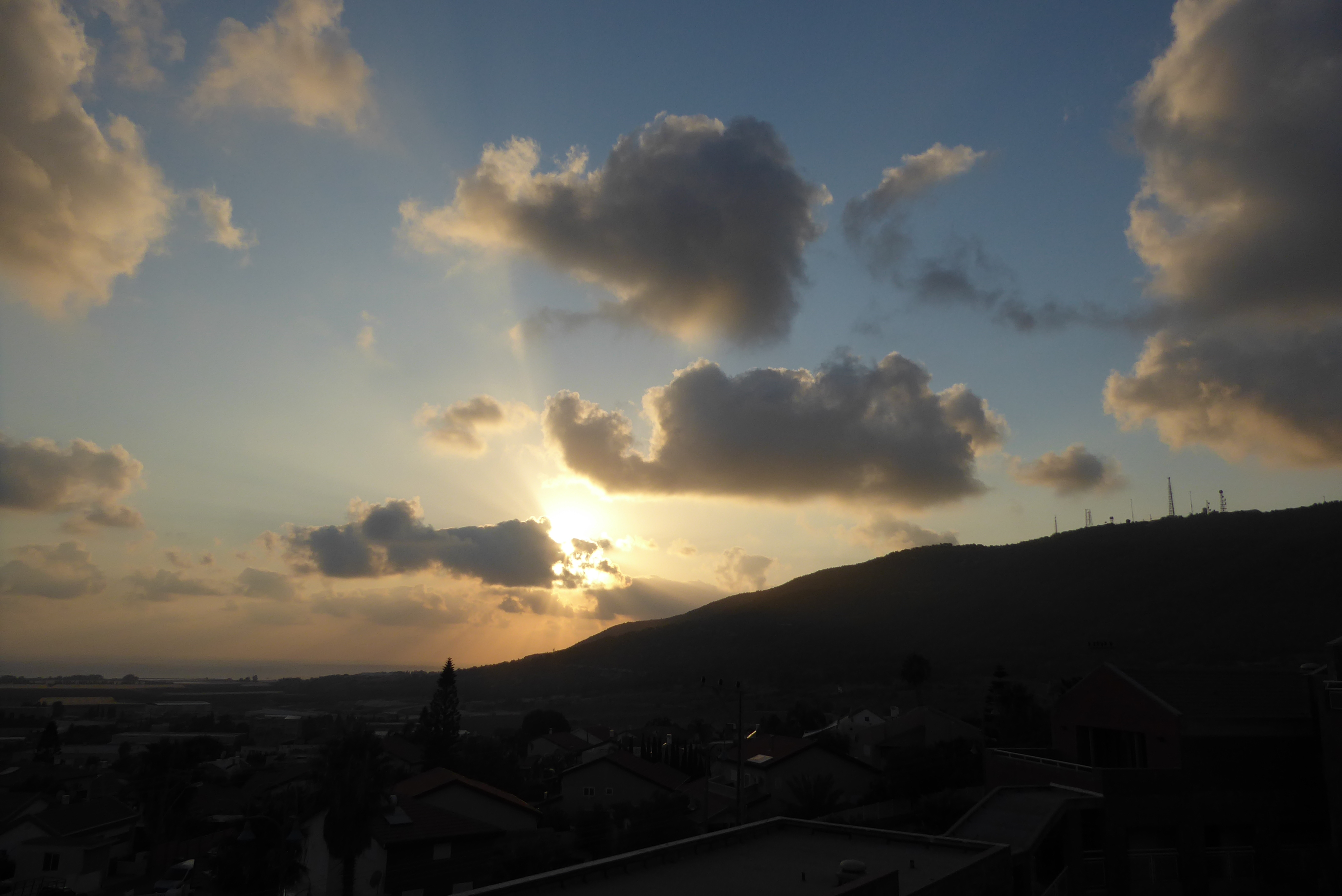
Radiație solară

Radiația solară este radiația electromagnetică emisă de Soare având lungimi de undă din întregul spectru al undelor electromagnetice.
Trecând prin atmosfera Pământului, o parte a radiației solare este absorbită, încălzind aerul, o altă parte este împrăștiată de moleculele aerului, vaporii de apă, pulberile din atmosferă (constituind radiația solară difuză), dar cea mai mare parte ajunge pe suprafața Pamântului (constituind radiația solară directă).
Intensitatea radiației solare este cantitatea de radiație solară, ce cade pe o anumită suprafață terestră în decursul unei perioade de timp și se determină cu ajutorul pirheliometrelor și a radiometrelor.
Spectrul și intensitatea radiației solare difuze depind de natura particulelor întâlnite. Când atmosfera este curată sunt împrăștiate îndeosebi radiațiile cu lungimi de undă mici, ceea ce explică albastrul cerului. 
Intensitatea radiației solare directe depinde de starea atmosferei și de poziția pe glob, având variații zilnice și anuale în funcție de mișcarea globului terestru, aceasta fiind cauza modificărilor de temperatură de la zi la noapte și de la un anotimp la altul.   